# Swamped In Gore
Swamped In Gore — дебютный студийный альбом американской дэт-метал-группы Broken Hope, выпущенный 20 ноября 1991 года на лейбле Grind Core. 25 ноября 1995 года был переиздан на лейбле Metal Blade Records. Swamped in Gore является одним из первых альбомов в дэт-метале, который был записан в цифровом формате от начала до конца.

## Отзывы критиков
| Оценки критиков | Оценки критиков |
| Источник        | Оценка          |
| --------------- | --------------- |
| AllMusic        | [ 2 ]           |
| Rock Hard       | .               |

Критики отмечают сходство с Scream Bloody Gore группы Death.

## Список композиций
| №                   | Название                       | Длительность |
| ------------------- | ------------------------------ | ------------ |
| 1.                  | «Borivoj's Demise»             | 0:49         |
| 2.                  | «Incinerated»                  | 2:40         |
| 3.                  | «Swamped in Gore»              | 6:32         |
| 4.                  | «Bag of Parts»                 | 5:58         |
| 5.                  | «Dismembered Carcass»          | 2:17         |
| 6.                  | «Devourer of Souls»            | 4:07         |
| 7.                  | «Awakened by Stench»           | 5:11         |
| 8.                  | «Gorehog»                      | 2:03         |
| 9.                  | «Gobblin' the Guts»            | 6:24         |
| 10.                 | «Cannibal Crave»               | 4:42         |
| 11.                 | «Claustrophobic Agnostic Dead» | 4:04         |
| Общая длительность: | Общая длительность:            | 44:43        |

## Участники записи
- Брайан Гриффин — гитара, сведение, продюсирование
- Эд Хьюс — бас-гитара, продюсирование
- Райан Станек — ударные, продюсирование
- Джереми Вагнер — гитара
- Джо Птасек — вокал